# 야성녀
야성녀는 1969년 공개된 대한민국의 영화이다.

## 배역
- 남정임
- 신성일
- 이순재
- 김효진
- 한은진
- 최인숙
- 유계선
- 김신재
- 안인숙
- 유하나
- 최무웅
- 김문주
- 김월성
- 유재천
- 안일문